# RPK-2
El RPK-2 Viyuga (en ruso: РПК-2 Вьюга; "Viyuga" es "Nevasca" en español) es un sistema antisubmarino de los submarinos soviéticos. Su designación OTAN es Starfish (designación del DOD SS-N-15).

## Introducción
Al igual que los misiles UUM-44 SUBROC de los submarinos de la Marina de los EE. UU., está diseñado para ser disparado desde un tubo de torpedo, salir a la superficie realizar la travesía por el aire y regresar a las profundidades marinas para concluir el ataque. Es impulsado por una variedad de mecanismos en función del modelo antes de salir del agua, en los submarinos se eyectan mediante aire comprimido, propulsado por un propulsor de combustible sólido y depositar su carga útil hasta 45 km (28 millas) de distancia. Puede llevas desde una simple carga de profundidad hasta una ojiva nuclear de 200 kt.

## Historia
Mediante la resolución del Consejo de Ministros del 13 de octubre de 1960 se inició el desarrollo de la primera de tipo complejo soviético "submarino-aire-submarino". El diseño lo inició la Oficina n.º 9 (DB-9), el número de plantas 9, basada en la Planta de Maquinaria Pesada Ural bajo la dirección de Fyodor Petrov. El 20 de julio de 1964 el desarrollo del proyecto, y parte del personal, se transfirió a DB-8 (ahora EDO "Innovador" ) bajo la dirección de Leo Veniaminovich Lyuleva.
Se proyecta la creación de dos tipos de cohetes uno de 533 mm ("Blizzard-53") y otro de 650 mm. ("Blizzard-65"). Para realizar las pruebas el submarino S-65 del Proyecto 613 se transforma en el proyecto 613VR en la fábrica número 444 (ahora Astillero del Mar Negro ).
Para las pruebas de cohetes de calibre 650 mm iniciales la fábrica número 444 remodeló el sistema PDS-4 diseñado inicialmente para probar los probar los misiles balísticos D-4. Se realizaron cuatro disparos del cohetes "Blizzard" de 650 mm.
Desde febrero de 1965 a mayo de 1967 se realizaron 21 de lanzamiento de misiles de 533 mm. El Estado llevó a cabo pruebas de misiles desde el 16 de mayo al 25 de julio de 1968. La resolución del Consejo de Ministros n.º 617-209 del 4 de agosto de 1969 consideraba acto para la marina de guerra soviética el cohete 81R (533 mm).

## Versiones
El RPK-2 dispone de dos versiones, una de 533 mm. , denominada 81RA, emplea un torpedo 82R o una carga de profundidad nuclear 90R, y en la versión de 650 mm., la 81RT, un torpedo 83R o una carga de profundidad nuclear 86R
Existen de cada versión existe otras dos versiones, una lanzada horizontalmente por los submarinos desde los tubos de torpedo a unos 50m de profundidad y otra desde la superficie. Las versiones a lanzar desde la superficie son utilizadas por las clases Slava , Kirov , Neustrashimyy y Udaloy, mientras que las versiones lanzadas desde submarinos son utilizados por los Akula, Oscar, Tifón, Delta, Kilo, Victor III y Borei.

## Usuarios
Rusia
- Marina soviética, Marina rusa